# Crotophagini
Crotophagini – plemię ptaków z podrodziny kleszczojadów (Crotophaginae) w rodzinie kukułkowatych (Cuculidae). 

## Występowanie
Plemię obejmuje gatunki występujące w Ameryce.

## Systematyka
Do plemienia należą dwa rodzaje:
- Crotophaga
- Guira – jedynym przedstawicielem jest Guira guira – guira.